# Lied vom Chang Jiang

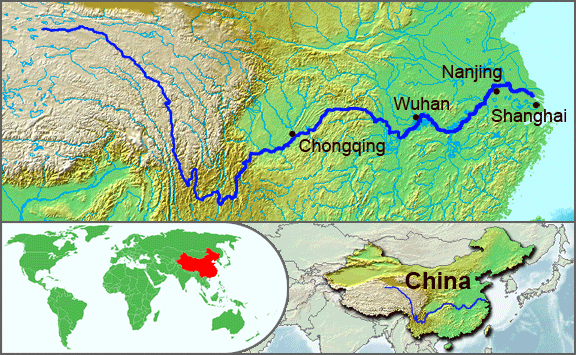
Jangtsekiang (Chang Jiang)

Das Lied vom Chang Jiang (chinesisch 长江之歌, Pinyin Cháng Jiāng zhī gē) ist ein in China sehr populäres vaterländisches Lied über Chinas längsten und mächtigsten Fluss, den Jangtsekiang, der auf Chinesisch Chang Jiang („Langer Fluss“) heißt. Der Text des Liedes stammt von Hu Hongwei, die Musik von Wang Shiguang.
Es handelt sich bei dem Lied um die Titelmelodie einer in China weit beachteten TV-Dokumentarserie über den Fluss mit dem chinesischen Titel Huashuo Chang Jiang aus den frühen 1980er Jahren.
2007 wurde Chinas erster Mondsatellit, Chang’e-1, unter anderem mit diesem ausgewählten Lied ausgestattet.